# 卡捷里尼夫卡 (赫梅利尼茨基區)
49°32′57″N 26°44′57″E / 49.54917°N 26.74917°E
卡泰里尼夫卡（烏克蘭語：Катеринівка）是位於烏克蘭西部的村莊，由赫梅利尼茨基州裡赫梅利尼茨基區的黑奧斯特里夫市鎮負責管轄。該村面積1.06平方公里，海拔高度329米，2001年人口344，人口密度每平方公里326.1人。